# György Petri

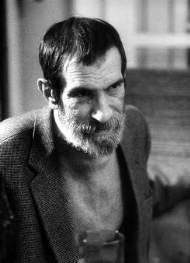
Petri György

György Petri (* 22. Dezember 1943 in Budapest; † 17. Juni 2000 ebenda) war ein ungarischer Schriftsteller und gilt heute in Ungarn als einer der führenden Lyriker.

## Leben
Das entscheidende Erlebnis seiner Jugend war der ungarische Volksaufstand und die Invasion der sowjetischen Armee in Ungarn. Er beschloss, Dichter zu werden.
Von 1961 bis 1966 studierte er Philosophie und Literatur an der Eötvös-Loránd-Universität in Budapest. In den achtziger Jahren arbeitete er für diverse Zeitschriften. Von 1975 bis 1988 wurde ein Publikationsverbot wegen seiner Aktivitäten in der demokratischen Opposition über ihn verhängt. In dieser Zeit veröffentlichte er nur im Untergrund und im Ausland.

## Werk
Zu seinen immer wiederkehrenden Themen gehört der Alltag mit seinen Antonymen, wie Hoffnung und Resignation, Ohnmacht und Ergebung, Kampf und Versagen, Liebe und Hass.

## Veröffentlichungen
- 1971 Magyarázatok M. számára. (dt. Erklärungen für M.), Gedichte
- 1974 Körülírt zuhanás. (dt. Umschriebener Absturz), Gedichte
- 1981 Örökhétfő. (dt. Ewig blauer Montag), Gedichte
- 1984 Hólabda a kézben. (dt. Schneeball in der Hand), Lyrik
- 1985 Azt hiszik. (dt. Das glauben sie), Gedichte
- 1986 Zur Hoffnung verkommen. Gedichtauswahl auf Deutsch
- 1989 Valahol megvan. (dt. Irgendwo), Gedichtauswahl
- 1989 Ami kimaradt. (dt. Was fehlte), Gedichte
- 1990 Valami ismeretlen. (dt. Etwas Unbekanntes), Gedichte
- 1991 Versei. (dt. Seine Gedichte)
- 1992 Sár. (dt. Schlamm), Gedichte
- 1996 Petri György versei. (dt. Gedichte des György Petri)

## Fremdsprachige Veröffentlichungen
- Zur Hoffnung verkommen. Übersetzer: Hans-Henning Paetzke. Suhrkamp, Frankfurt am Main 1986.
- Schöner und unerbittlicher Mummenschanz. Zweisprachiger Gedichtband. Übersetzer: Hans-Henning Paetzke. Suhrkamp, Frankfurt am Main 1989.
- Vorbei das Abwägen, vorbei die Abstufungen. Zweisprachiger Gedichtband. Hrsg. u. Übersetzung: H.-H. Paetzke. Ammann, Zürich 1995.
- Basne 1971–1995. Übersetzerin: L. Symanowska-Milanovratil. Mad'arskího Kulturního Stretíska v praze, Praha 1998.